# Legio V Alaudae
Legio quinta Alaudae ou Legio V Alaudae ("Quinta legião das Cotovias"), conhecida também como Legio V Gallica, foi uma legião do exército imperial romano criada originalmente em 52 a.C. pelo general romano Júlio César (ditador entre 49 e 44 a.C.) principalmente por soldados originários da Hispânia. Foi destruída em 86 d.C. na Primeira Batalha de Tapas durante as Guerras Dácias de Domiciano. Seu emblema era um elefante, conquistado em 46 a.C. por bravura contra uma carga de elefantes de guerra na Batalha de Tapso. Seu cognome, "alaudae", era uma referência aos altos penachos que decoravam seus elmos, típicos dos gauleses, e que lembravam os penachos de cotovias. A palavra francesa "alouette" é uma descendente direta do latim "alauda", um termo emprestado do idioma gaulês, provavelmente a origem do cognome da legião.

## História

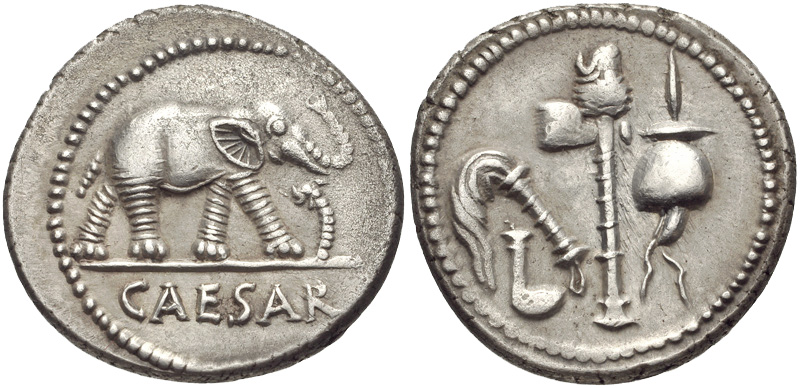
Denário de prata de Júlio César mostrando um elefante de guerra, o símbolo da V Alaudae.

A V Gallica foi a primeira legião romana composta de soldados provinciais e não por cidadãos romanos. César pagou os soldados com seus próprios recursos inicialmente, mas depois o Senado Romano reconheceu a unidade. A quinta lutou nas Guerras Gálicas até 49 a.C. e se destacou como uma das mais corajosas unidades sob o comando de Júlio César durante a guerra civil, mas acabou sendo deslocada para a Hispânia. Depois da morte de seu criador, passou para o comando de Marco Antônio (41-31 a.C.), lutou na Guerra Civil dos Liberatores e provavelmente lutou na Batalha de Ácio (31 a.C.). Depois do suicídio de Antônio, passou para o comando de Otaviano em 30 a.C. Depois da Ao final das última guerra civil da República Romana, a quinta participou das Guerras cantábricas (25 a.C.).
Seu período na Hispânia terminou por volta de 19 a.C., quando foi deslocada novamente, desta vez para a fronteira do Reno, onde ficou até o ano dos quatro imperadores (69). Participou da Primeira Batalha de Bedríaco ao lado do usurpador Vitélio e, no ano seguinte, ainda envolvida no caos da sucessão de Nero, sofreu pesadas baixas durante a Revolta dos Batavos. A V Alaudae estava nesta altura estacionada em Castra Vetera (atual Xanten) juntamente com a XV Primigenia. O campo foi cercado pelas tropas de Caio Júlio Civil, um príncipe batavo romanizado e educado em Roma e não conseguiu receber reforços. As duas legiões acabaram por se render pela fome em 70 d.C. e foram praticamente destruídas pouco depois numa emboscada enquanto retiravam para Mogoncíaco.
Finalmente, a Legio V Alaudae deixou de existir em 86 d.C. Juntamente com seu comandante, o prefeito pretoriano Cornélio Fusco, a quinta foi aniquilada durante a Primeira Batalha de Tapas (86) durante as guerras dácias de Domiciano.